# Conselho sírio-americano
Conselho Americano sírio é uma Organização de base de sírio-americanos que faz a organização da comunidade, sensibilização, capacitação da juventude, divulgação na mídia, advocacia e apoio para os sírios que buscam construir "uma Síria livre, democrática e pluralista" segundo o site. Como a maior e mais antiga organização de base do Sírio-americanos, identifica a sua missão de "organizar e mobilizar a comunidade síria-americana para que a sua voz seja ouvida sobre questões de importância fundamental para o Sírio-americanos".

## Papel na Guerra civil síria
A organização defende o governo dos EUA no conflito, incluindo o presidente Barack Obama, os secretários de Estado Hillary Clinton e John Kerry, o Senado dos Estados Unidos, e a Câmara dos Deputados do Estados Unidos por meio de seu escritório em Washington DC para as manifestações e mudanças na política de apoio à revolução síria. A ONG publicou as suas recomendações de políticas, bem como um olhar em profundidade a crise política, em uma breve política intitulada, "A Síria: uma clara opção de caminho para as políticas para resolver a crise à luz dos interesses norte-americanos."[carece de fontes?]